# Георги Тутмаников
Георги Даков Тутмаников (Черкезина, Шолето, поп Шоло) е български свещеник и националреволюционер.

## Биография
Тутмаников е роден през 1844 г. в махала Тутманци на дн. с. Джурово, Етрополско. Учи в с. Видраре, Етрополе и Ловеч. Установява се в с. Видраре и там се жени ца Цона Панова. Ръкоположен е за свещеник от митрополит Иларион Ловчански (1867).
Включва се в организираната националноосвободителна борба. Член на Видрарския частен революционен комитет на ВРО. Създател и председател на Илирическия частен революционен комитет (1871). Псевдонима му във ВРО е Илирически, Илирическия поп.
След Арабоконашкия обир е арестуван. Пред Софийската следствена комисия заявява:
„В книжката (устава) пишеше да се иска справедливост от правителството; ако не я даде, да се бием. И аз щях да постъпя така“.
Осъден е по Софийския процес срещу ВРО на 10 години заточение в Диарбекир. Заедно с Иван Фурнаджиев и Станчо Петров прави опит за бягство, но и тримата са заловени.
Освободен е след подписването на Санстефанския мирен договор. Завръща се в с. Видраре. Умира там от туберкулоза на 27 юни 1881 г. В село Видраре е издигнат негов паметник (2002).